# Alexander Hernandez
Alexander Hernandez (Saint Louis, 1992. október 1. –) amerikai vegyes harcművész. Jelenleg az Ultimate Fighting Championship szervezetnél harcol a Könnyűsúlyú divízióban. 2019. január 2. óta, ő a 11. rangsorolású a hivatalos UFC könnyűsúlyú rangsorban.

## Háttér
Hernandez 13 évesen kezdett el birkózni és több más küzdősportot is elkezdett elsajátítani ahogy idősebb lett. A Texasi egyetemre ment San Antonioban, ahol főiskolai diplomát szerzett üzleti finanszírozásban. Hernandez jelzálog hitelezőként kezdett dolgozni amíg sérüléseiből épült fel.

## Kevert harcművészeti karrierje
Hernandez amatőr MMA-sként 3-0-ás rekordot szedett össze mielőtt 2012-ben profi szinten is bemutatkozott.
Több helyi szervezetnél megfordult mint például a Legacy Fighting Alliance vagy pp a Resurrection Fighting Alliance. 2018-ra 8-1 volt már a profi MMA-rekordja. Ennek az évnek az elején igazolt a UFC-hez.

### A Ultimate Fighting Championship-nál
Hernandez beugrósként debütált ahol Bobby Green helyettesítette Beneil Dariush ellen, 2018 március 3-án a UFC 222-n. Hernandez kiütöttet ellenfelét az első menet első percében, ezzel elérve a "Performance of the Night" díjat amit 50 000 dollár jutalomban részesítette. 
Hernandez következő ellenfele Olivier Aubin-Mercier volt. Hernandez 2018 július 28-án csapott össze a kanadaival a UFC on Fox 30-on. Hernandez egyhangú pontozással, nyert amit annak köszönhetett, hogy mind a három menetben domináns volt az álló és a föld harcban is. 
Hernandez következő harca Francisco Trinaldo ellen lett volna, de a szervezet inkább felajánlott neki a lehetőséget, hogy Donal Cerrone ellen harcoljon. Ez volt az a mérkőzés amikor Cerrone visszatért a könnyűsúly divízióba. A UFC Fight Night 143-on, 2019 január 19-én csapott össze a két harcos. Hernandez elvesztette a küzdelmet a második menetben TKO-val. A harccal a Fight of the Night díjat elnyerték.
2019 Július 20-án a UFC on ESPN 4-en végül összejött a harc Hernandez és Franscisco Trinaldo között. Hernandez egyhangú pontozással megnyerte a mérkőzést de sokan kételkednek a bírók döntésében. 13 elismert MMA-val foglalkozó oldalból 11 Trinaldo-nak ítélte a küzdelmet.

## Bajnokságok és eredmények

### Kevert harcművészetek
- Ultimate Fighting Championship
  - Performance of the Night (egy alkalommal) vs. Beneil Dariush[2]
- Hero Fighting Championship
  - Hero FC könnyűsúlyú bajnok (egy alkalommal)

| Profi rekordja  |             |             |
| 11 mérkőzés     | 10 győzelem | 1 veszteség |
| Kiütés          | 4           | 0           |
| Feladásos módon | 2           | 0           |
| Pontozással     | 4           | 1           |
| Döntetlen       | 0           | 0           |